# Theodor Eggert
Friedrich Theodor Eggert (* 25. März 1864 in Weeskenhof, Kreis Preußisch Holland; † 8. Januar 1941 in Berlin-Steglitz) war ein deutscher Verwaltungsjurist und Ministerialbeamter.

## Leben
Theodor Eggert studierte an der Ruprecht-Karls-Universität Heidelberg Rechts- und Kameralwissenschaft. 1883 wurde er im Corps Saxo-Borussia Heidelberg recipiert. Nach dem Studium trat er in den preußischen Staatsdienst ein. Von 1898 bis 1911 war er Landrat im Kreis Darkehmen. Im März 1911 wurde er zum Vortragenden Rat im Ministerium für Landwirtschaft, Domänen und Forsten in Berlin ernannt. Bis zu seinem Tod lebte er in Steglitz. Er starb durch Suizid.

## Ehrungen
- Dr. agr. h. c.[4]
- Geh. Oberregierungsrat[4]